# Ephemerophila subterminalis
Ephemerophila decorata es una especie de polillas perteneciente a la familia Geometridae, descrita por primera vez por el entomólogo inglés Louis Beethoven Prout en 1925, con distribución en Asia.
La especie se encuentra distribuida en el Himalaya nororiental, el sur de China, la isla de Taiwán, Birmania, Malasia peninsular y Borneo. 